# Wild Youth
Wild Youth er en amerikansk stumfilm fra 1918 af George Melford.

## Medvirkende
- Louise Huff - Louise Mazarine
- Theodore Roberts - Joel Mazarine
- Jack Mulhall - Orlando Guise
- James Cruze - Li Choo
- Adele Farrington - Orlando's Mother
- Charles Ogle